# Tolgay Arslan
Tolgay Arslan est un footballeur germano-turc, né le 16 août 1990 à Paderborn. Il évolue comme milieu de terrain à Sanfrecce Hiroshima.

## Palmarès
- Championnat de Turquie : 2016 et 2017